# Mittenothamnium mucidum
Mittenothamnium mucidum là một loài Rêu trong họ Hypnaceae. Loài này được (Renauld & Cardot) Cardot mô tả khoa học đầu tiên năm 1915.